# Торбен Тайне
Торбен Тайне (нім. Torben Theine; нар. 10 липня 1968) — колишній німецький тенісист.
Найвищу одиночну позицію світового рейтингу — 208 місце досяг 20 червня 1988, парну — 219 місце — 20 червня 1988 року.

## Титули на челленджерах

### Парний розряд: (2)
| Ранг | Рік  | Турнір          | Покриття | Партнер       | Суперники у фіналі                     | Рахунок у фіналі |
| ---- | ---- | --------------- | -------- | ------------- | -------------------------------------- | ---------------- |
| 1.   | 1988 | Грац, Австрія   | Тверде   | Деніс Масдорп | Станіслав Бірнер Алессандро де Мінічіс | 6–4, 6–4         |
| 2.   | 1988 | Паріолі, Італія | Ґрунт    | Андрес Леш    | Массімо Сієрро Алессандро де Мінічіс   | 6–3, 6–1         |